# Hamsterracen

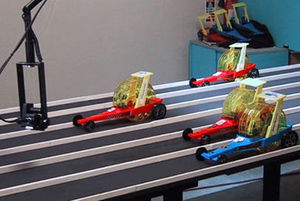
Hamsterracen

Hamsterracen is een sport waarbij hamsters zo snel mogelijk een 9 meter lang parcours moeten afleggen. De dieren worden hierbij in een loopwiel of een bal geplaatst, die vaak zijn uitgebreid tot miniatuur raceauto's. In het Verenigd Koninkrijk kan er bij bookmakers geld worden ingezet op hamsterraces. In 2011 stond de snelst gemeten tijd in deze discipline op 38 seconden.
Het hamsterracen raakte bekend in 2001, toen een epidemie van mond-en-klauwzeer de in het Verenigd Koninkrijk populaire paardenrennen onmogelijk maakte. Om hun verlies aan inkomsten te beperken, introduceerden bookmakers het professionele hamsterracen. De races konden live op het internet worden gevolgd. Er was aanzienlijke mediabelangstelling, met artikels in de Daily Mail en The Sun, en onder meer reportages op Sky News. Naast het Verenigd Koninkrijk vond het hamsterracen de daaropvolgende jaren ook ingang in de Verenigde Staten en in Azië.
De hamsters worden bijna altijd ingedeeld in ten minste twee raceklasses, volgens hun soort: dwerghamsters en goudhamsters. Daarnaast worden soms nog andere indelingen gehanteerd; zo kunnen er aparte races zijn voor langharige en kortharige hamsters.
Niet alle hamsterraces zijn professioneel of voor gokdoeleinden. Verenigingen organiseren amateur hamsterraces, en houden zich daarbij vaak niet aan de professionele afstand van 9 meter. Kortere parcours worden gebruikt om zeker te zijn dat alle hamsters de eindstreep halen in een aanvaardbare tijd. 